# Vladimír Vondráček
Vladimír Vondráček (nascido em 22 de maio de 1949) é um ex-ciclista olímpico tchecoslovaco. Representou sua nação em dois eventos nos Jogos Olímpicos de Verão de 1976.